# Contrato escravo
Um contrato escravo (Hangul: 노예 계약; Hanja: 奴隸契約) é um termo de longo prazo, muitas vezes assinado injustamente por ídolos de K-pop com suas agências.

## Definição
De acordo com a repórter da BBC, Lucy Williamson, alguns dos grandes idolos de K-Pop construíram sua carreira tendo um contrato escravo por trás, que dão aos estagiários promoções exclusivas, com muito controle e pouca recompensa financeira. Um contrato escravo é um longo termo, muitas vezes assinado por ídolos do K-Pop e o termo é usado de forma negativa, para criticar um modo em que as empresas de entretenimento exploram seus artistas. 

## Condições
Os trainees que assinam esse contrato são, muitas vezes, colocados em uma "fábrica de criação de estilo". O jornalista da Al Jazira, Drew Ambrose, relatou que as integrantes do grupo feminino RaNia passaram por um ''regime estrito'' de canto, taekwondo e dieta. Contatar amigos e parentes também foram proibidos. 

## Efeitos
Um número considerável de grupos e cantores saíram de suas antigas empresas e agências para se tornarem solistas devido ao tratamento que recebiam. Alguns artistas também abriram processos contra elas.
Em 2009, Kim Jaejoong, Park Yoo-chun e Xiah Junsu, ex-integrantes do grupo masculino TVXQ, abriram um processo contra a agência S.M. Entertainment alegando que o contrato de 13 anos era muito longo, muito restrito, e que não era repassado a eles quase nenhum lucro de seus sucessos. A corte sul-coreana aceitou o pedido, e sua decisão levou a Comissão de Comércio Justo do país a emitir um "modelo de contrato" para melhorar a situação do grupo.
O número crescente de disputas legais com acusações de maus tratos resultou com o governo sul-coreano emitindo contratos padronizados e estabelecendo um centro de apoio aos artistas, onde eles podem procurar conselhos jurídicos.